# Valea Babii
Valea Babii ist ein Dorf in der Region Siebenbürgen in Rumänien. Es ist Teil der Gemeinde Lunca Cernii de Jos (Birkendorf).
Das Dorf befindet sich fünf Kilometer südwestlich vom Gemeindezentrum entfernt.

## Name
Valea Babii heißt übersetzt „Das Tal der alten Frau“. Es gab damals noch mehrere dieser Orte, wie z. B. Dealu Babii, der „Berg der alten Frau“, und Sarmizegetusa (Burgort), ein Ort an dem uralte Steinkreise zu finden sind.

## Bevölkerung
Valea Babii hatte im Jahr 1966 109 Einwohner; 2002 30; 2011 wurden 19 und 2021 28 Einwohner gezählt.